# GLION ARENA KOBE
GLION ARENA KOBE（ジーライオンアリーナコウベ）は、兵庫県神戸市中央区の神港第二突堤「TOTTEI」にある多目的アリーナである。

## 概要
キャッチコピーは「この世界の心拍数を、上げていく。」。
神戸市が公募した新港突堤西地区（第2突堤）再開発事業として建設された収容人数1万人超の大規模多目的アリーナである。再開発事業の選考過程での計画提案名は「KOBE Smartest Arena」。開業は当初2024年夏を予定していたが、後に2025年4月に変更された。新港突堤西地区（第2突堤）再開発事業用地の約38,000 m²（公募対象地 約19,340 m²）は、2021年8月に国（財務省）より神戸市が取得した。
事業主体は、代表企業としてNTT都市開発、構成員企業としてスマートバリュー、NTTドコモの企業連合体による。アリーナの運営は構成員企業2社の子会社であるOne Bright KOBEが担う。また、アリーナ親会社のスマートバリューは、プロバスケットボール・Bリーグに所属する神戸ストークス (当時西宮ストークス) の運営会社「株式会社ストークス」を子会社化し、アリーナとチームの一体運営を図ることを公表。この時点でストークスは、兵庫県西宮市にある西宮市立中央体育館を本拠地としていたが、当アリーナ開業後から本拠地とする予定である。
2024年2月8日、神戸市の自動車総合メガディーラー「ジーライオングループ」とオフィシャルトップパートナー契約を締結。それに伴いアリーナの名称が「GLION ARENA KOBE」に決定。
こけら落としは、2025年4月5日の「りそなグループ B.LEAGUE 2024-25 B2リーグ戦 神戸ストークス VS 山形ワイヴァンズ」。この試合では、プレーオフも含めた当時のB2最多入場者数 (8580人) を記録した。なおこの記録は、同一シーズン中に神戸ストークスが当アリーナで開催した試合 (4月20日鹿児島戦) において、10,062人で更新された。

## 沿革
- 2022年
  - 12月15日 - 神戸アリーナプロジェクトが本格始動[8]。
- 2024年
  - 2月8日 - オフィシャルトップパートナー契約により、アリーナ名称がGLION ARENA KOBEに決定[3]。
  - 4月19日 - 新港第二突堤エリアの愛称がTOTTEIに[9]、VIPエリアの名称がKOBE 270° Club sponsored by ANAに決定[10]。
- 2025年
  - 2月28日 - ポートループに「アリーナ前」停留所新設を発表[11]。
  - 3月1日 - 竣工、NTT都市開発とディベロップメントパートナー契約を締結[12]。
  - 3月10日 - 運営会社「One Bright KOBE」の本社が当アリーナ内に移転[13]。
  - 3月29日〜31日 - 開業前プレイベントとして、リアル脱出ゲーム×HUNTER×HUNTER 『ハンター試験スタジアムからの脱出』を開催。
  - 3月31日 - TOTTEI KOBE 公式アプリ正式版の配信を開始。
  - 4月1日 - 神姫バスの「アリーナ前」バス停が新設[14]。
  - 4月4日 - グランドオープン。Opening Night Partyを開催。
  - 4月5日 - 神戸ストークスが初のホームゲームを開催。野外音楽イベント「TOTTEI PARK FESTIVAL」を開催[15]。
  - 4月6日 - 朝日放送テレビ「ぺこぱのまるスポ」が、当施設から同番組初の全編生放送を実施。野外音楽イベント「TOTTEI PARK FESTIVAL」を開催[16]。
  - 4月12日 - MAN WITH A MISSIONが初の音楽ライブを開催。
  - 10月24日 - 大阪ブルテオンがバレーボールチームとして初のホームゲームを開催[17]。

## 施設
日本初の「海に270度囲まれたアリーナ」である。阪神・淡路大震災から30年目の節目に誕生することから、アリーナの外観は「神戸から感動と興奮を発信し世界へ羽ばたく姿」を表現している。

### 店舗
当アリーナには飲食店や物販店が入居しており、イベントがない日も含め通年営業している。
- ユーハイム本店別館 TOTTEI KOBE（カフェ）
- 淡路屋のおもうつぼ（蕎麦とめし処）
- 坂の上のとり ～ごはん＆グリル～（大人の定食屋）
- KOBE Bay Catch（海鮮レストラン）
- KOBE NOOK CAT.（カレー）
- 神戸 南京町　皇蘭（中華）
- 神戸イタリアン　WABISABI VERDE（イタリアン）
- TOTTEI STAND BUOY（カフェ＆バー）
- TOTTEI INDIES STORE（オフィシャルグッズ）
- NO.13（カフェ）
- 神戸 サクレフルール（ステーキビストロ）

この他、イベント開催日にはアリーナ内にてフードスタンド7店舗が営業される。
詳細は公式サイトの「FOOD & SHOP 館内店舗・テナント情報」を参照。

## 公演

### スポーツ
- 神戸ストークス ホームゲーム (2025年 - )
- NBA PLAYOFFS パブリックビューイング in GLION ARENA KOBE (2025年5月10 - 11日)
- 虎バン アニキ祭り〜歌え！叫べ！みんなでライブビューイング〜 (2025年6月8日)
- 大阪ブルテオン ホームゲーム (2025年10月24 - 25日)
- SVリーグオールスターゲーム (2026年)
- B.LEAGUE ALL-STAR GAME 2028 (2028年)

### 音楽
| 開催年 | 開催月日                         | アーティスト名                     | 公演名                                                                                       |
| ------ | -------------------------------- | ---------------------------------- | -------------------------------------------------------------------------------------------- |
| 2025年 | - 04月12日 - 04月13日            | MAN WITH A MISSION                 | MAN WITH A "15th" MISSION PLAY WHAT U WANT TOUR 2025                                         |
| 2025年 | - 04月23日 - 04月24日            | TREASURE                           | 2025 TREASURE FAN CONCERT [SPECIAL MOMENT] IN JAPAN                                          |
| 2025年 | - 04月26日 - 04月27日            | MISIA                              | STARTS presents THE TOUR OF MISIA 2025 LOVE NEVER DIES                                       |
| 2025年 | 04月30日                         | The Offspring                      | SUPERCHARGED WORLDWIDE IN '25                                                                |
| 2025年 | - 05月02日 - 05月03日            | あいみょん                         | AIMYON TOUR 2024-25 「ドルフィン・アパート」-Additional Show-                                |
| 2025年 | - 05月31日 - 06月01日            | 蓮ノ空女学院スクールアイドルクラブ | ラブライブ！蓮ノ空女学院スクールアイドルクラブ 4th Live Dream ～Bloom, The Dream Believers～ |
| 2025年 | 06月06日                         | THE YELLOW MONKEY                  | TOUR 2024/25 〜Sparkleの惑星X〜                                                              |
| 2025年 | - 06月21日 - 06月22日            | 超特急                             | BULLET TRAIN ARENA TOUR 2025 EVE                                                             |
| 2025年 | - 06月28日 - 06月29日            | N/A                                | ARENA LIVE 2025                                                                              |
| 2025年 | - 07月05日 - 07月06日            | &TEAM                              | 2025 &TEAM CONCERT TOUR 'AWAKEN THE BLOODLINE' in JAPAN                                      |
| 2025年 | 07月26日                         | 浦島坂田船                         | 浦島坂田船 SUMMER TOUR 2025 WARN12G                                                          |
| 2025年 | - 08月16日 - 08月17日            | いれいす                           | いれいす Summer Tour 2025 「えびばでぃ - 祭 - FESTIVAL !!」                                  |
| 2025年 | - 08月21日 - 08月22日 - 08月23日 | ME:I                               | 2025 ME:I 1ST ARENA LIVE TOUR "THIS IS ME:I"                                                 |
| 2025年 | - 09月06日 - 09月07日            | ヨルシカ                           | ヨルシカ LIVE TOUR 2025「盗作 再演」                                                         |
| 2025年 | 09月12日                         | スティング                         | STING 3.0                                                                                    |
| 2025年 | 10月10日                         | フー・ファイターズ                 | FOO FIGHTERS -LIVE IN 2025                                                                   |
| 2025年 | - 10月22日 - 10月23日            | ATEEZ                              | ATEEZ 2025 WORLD TOUR [IN YOUR FANTASY] IN JAPAN                                             |
| 2025年 | 10月28日                         | マライア・キャリー                 | THE CELEBRATION OF MIMI 2025 JAPAN                                                           |
| 2025年 | - 12月20日 - 12月21日            | 水樹奈々                           | NANA MIZUKI LIVE VISION 2025-2026                                                            |
| 2026年 | 02月11日                         | ベリーグッドマン                   | ARENA LIVE 2026 〜全員集合!!〜                                                               |

### イベント
- リアル脱出ゲーム×HUNTER×HUNTER 『ハンター試験スタジアムからの脱出』(2025年3月29 - 31日)
- 神戸の新たな門出をお祝いするOpening Night Party (2025年4月4日)
- TOTTEI KIDS ADVENTURE (2025年5月4 - 6日)
- THE STRANGE SHOW ～都市伝説エンターテイメント～ (2025年7月19日)
- Gアリ納涼祭 (2025年7月27日)
- OH MY! KOBE 〜summer chronicle〜 (2025年8月31日)
- 熱闘甲子園 presents 熱闘 JAM 2025 (2025年9月15日)

### その他
- 学校法人三幸学園入学式 (2025年4月8日)

## アクセス
電車
阪急線「神戸三宮駅」下車徒歩18分
阪神線「神戸三宮駅」下車徒歩17分
JR線「三ノ宮駅」下車徒歩20分
ポートライナー「貿易センター駅」下車徒歩13分
バス
三宮駅前・新神戸駅前よりポートループにて「アリーナ前」下車徒歩すぐ
フェリー
神戸三宮フェリーターミナル下船徒歩すぐ